# Edmund Wilson (médico)
Edmund Wilson MD FRCP (1583 - setembro de 1633) foi um cónego de Windsor de 1616 a 1617 e um médico .

## Carreira
Ele foi educado no Eton College e no King's College, Cambridge, onde se formou em 1601, MA em 1606, MD em 1613.
Ele foi nomeado Fellow do Royal College of Physicians em 1615 e exerceu a profissão de médico em Windsor e Londres.
Ele foi nomeado para a sétima bancada na Capela de São Jorge, Castelo de Windsor em 1616 e ocupou a canonaria até 1617, quando foi privado dela por não ter sido ordenado sacerdote depois de um ano de ter tomado posse.